# Daysiellen Dias
Daysiellen Atla Dias (* 24. März 1997) ist eine brasilianische Leichtathletin, die sich auf den Sprint spezialisiert hat.

## Sportliche Laufbahn
Erste Erfahrungen bei internationalen Meisterschaften sammelte Daysiellen Dias im Jahr 2014, als sie bei den Olympischen Jugendspielen in Nanjing in 24,73 s den sechsten Platz im 200-Meter-Lauf belegte. Anschließend gewann sie bei den Jugendsüdamerikameisterschaften in Cali in 24,77 s die Bronzemedaille über 200 Meter und belegte in 12,13 s den vierten Platz im 100-Meter-Lauf. Zudem siegte sie mit der brasilianischen Mixed-Staffel über 4-mal 400 Meter in 3:27,02 min. Im Jahr darauf siegte sie mit der 4-mal-400-Meter-Staffel in 3:47,04 min bei den Juniorensüdamerikameisterschaften in Cuenca und 2016 belegte sie bei den U23-Südamerikameisterschaften in Lima in 59,18 s den siebten Platz im 400-Meter-Lauf und gewann mit der Staffel in 3:47,14 min die Silbermedaille hinter dem kolumbianischen Team. 2023 startete sie mit der Staffel bei den Südamerikameisterschaften in São Paulo und gewann dort in 3:31,63 min gemeinsam mit Jainy Barreto, Júlia Aparecida Rocha und Tiffani Marinho die Silbermedaille hinter dem kolumbianischen Team.
In den Jahren 2018 und 2020 sowie 2022 und 2023 wurde Dias brasilianische Meisterin in der 4-mal-400-Meter-Staffel.

## Persönliche Bestzeiten
- 200 Meter: 24,15 s (+1,5 m/s), 24. März 2019 in Bragança Paulista
- 400 Meter: 53,04 s, 15. September 2018 in Bragança Paulista